# Brita Malmer
Brita Ingrid Maria Malmer (* 1. Juni 1925 in Malmö; † 8. Mai 2013) war eine schwedische Archäologin.
Die Archäologin mit Schwerpunkt auf dem Gebiet der Numismatik hatte sich 1966 an der Universität Lund habilitiert. Sie war seit 1949 mit Mats P. Malmer (1921–2007), Archäologieprofessor an der Universität Stockholm verheiratet.
Sie war seit 1971 Leiterin des Königlichen Münzkabinetts in Stockholm, zunächst einer Abteilung des Statens Historiska Museum, dessen Verselbstständigung als eigenständiges Museum sie 1975 erreichte. 1979 wurde sie erste Inhaberin der Gunnar Ekström Professur für Numismatik und Geldgeschichte an der Universität Stockholm, auf welcher ihr 1992 ihr Schüler Kenneth Jonsson folgte. Sie war Herausgeberin der Inventarbände der wikingerzeitlichen schwedischen Schatzfunde sowie Begründerin der Publikationsreihe Commentationes de nummis saeculorum IX–XI in Suecia repertis. Nova series.
Malmer war die bekannteste Spezialistin für die frühmittelalterlichen Münzprägungen Skandinaviens und hat seit Mitte des 20. Jahrhunderts die nordische mittelalterliche Numismatik maßgeblich beeinflusst. Für ihre Arbeit hat sie zahlreiche Preise erhalten.

## Schriften
- Nordiska mynt före år 1000 (= Acta Archaeologica Lundensia. Series in 8º. Nr. 4, ISSN 0065-0994). Habelt u. a., Bonn u. a. 1966, (Zugleich: Lund, Universität, Dissertation, 1966; mit Zusammenfassung in englischer Sprache).
- King Canute's Coinage in the Northern Countries. The Dorothea Coke Memorial Lecture in Northern Studies delivered at University College, London 30 May 1972. Viking Society for Northern Research for the College, London 1974, ISBN 0-903521-03-2.
- Den senmedeltida penningen i Sverige. Svenska brakteater med krönt huvud och krönta bokstäver. = Late medieval pennies in Sweden. Bracteates with crowned head and crowned letters (= Kungl. Vitterhets historie och antikvitets akademien handlingar. Antikvariska serien. 31). Almqvist & Wiksell, Stockholm 1980, ISBN 91-7402-097-8.
- The Sigtuna coinage c. 995–1005 (= Commentationes de nummis saeculorum IX–XI in Suecia repertis. Nova Series 4). Kungliga Vitterhets Historie och Antikvitetsakademien u. a., Stockholm 1989, ISBN 91-7192-766-2.
- Sigtunamyntningen som källa till Sveriges kristnande. In: Bertil Nilsson (Hrsg.): Kristnandet i Sverige. Gamla källor och nya perspektiv. = The Christianization in Sweden. Old sources and new perspectives (= Projektet Sveriges kristnande. Publikationer. 5). Lunne, Uppsala 1996, ISBN 91-88504-04-2, S. 85–113.
- The Anglo-Scandinavian Coinage c. 995–1020 (= Commentationes de nummis saeculorum IX–XI in Suecia repertis. Nova Series 9). Royal Swedish Academy of Letters – History and Antiquities, Stockholm 1997, ISBN 91-7402-271-7.
- als Herausgeberin et al.: Corpus nummorum saeculorum IX–XI qui in Suecia reperti sunt. = Catalogue of coins from the 9th – 11th centuries found in Sweden. = Verzeichnis der in Schweden gefundenen Münzen des 9.–11. Jahrhunderts. Stockholm 1975 ff.